# Jason Halman
Jason Halman (Haarlem, 28 februari 1989) is een Nederlands honkballer.

## Loopbaan
Halman, een rechtshandige slagman en Catcher, debuteerde op zestienjarige leeftijd in 2005 in de Nederlandse hoofdklasse bij de L&D Pirates te Amsterdam waar hij uitkwam als achtervanger. In 2006 kwam hij uit voor Almere in de hoofdklasse, in 2007 voor ADO uit Den Haag en van 2008 tot en met 2011 speelde hij voor Corendon Kinheim uit Haarlem. Met deze laatste club nam hij in 2008 en 2009 deel aan het Europacup toernooi. Zijn slaggemiddelde in 2008 was .313 en in 2009 .284. Voor het seizoen 2012 tekende hij een contract bij Neptunus uit Rotterdam.

## Nederlands team
Halman maakte deel uit van het Nederlands honkbalteam sinds 2010. Hij maakte zijn debuut dat jaar in de oefeninterland tegen Cuba op 8 juli 2010 waarin Cuba met 3-2 verslagen werd en was verantwoordelijk voor het winnende punt door het slaan van een opofferingsslag (fly-ball). Ook kwam hij uit met het team tijdens de Haarlemse Honkbalweek van 2010 waar hij op 11 juli 2010 de vijfde wedstrijd als aangewezen slagman in de vierde slagbeur zijn eerste hit sloeg, een tweehonkslag in de gewonnen wedstrijd tegen Japan. Vijf dagen later werd hij de man van de wedstrijd na de met 5-0 gewonnen wedstrijd tegen Chinees Taipei waar hij in de tweede inning een solo homerun sloeg en in de negende inning met een tweehonkslag het laatste punt binnensloeg. In 2011 werd hij niet opgeroepen voor Oranje.

## Personalia
Halman is de zoon van de voormalig honkballer Eddy Halman en jongere broer van de honkballer Gregory Halman. Op 21 november 2011 werd Halman op straat in verwarde geestestoestand aangehouden voor ondervraging door de politie in verband met het overlijden van Gregory. Halman had de laatste weken psychische problemen, en had zijn broer met een mes dodelijk verwond. In verband met zijn psychische stoornis werd hij vrijgesproken.
- International Standard Name Identifier: 0000 0004 4377 4188
- Nederlandse Thesaurus van Auteursnamen: 381356965
- Virtual International Authority File: 311826035
- WorldCat: E39PBJgRQQYtcYV9DJPqyYqG73